# Pterorhinus perspicillatus
Pterorhinus perspicillatus là một loài chim trong họ Leiothrichidae.

## Hình ảnh

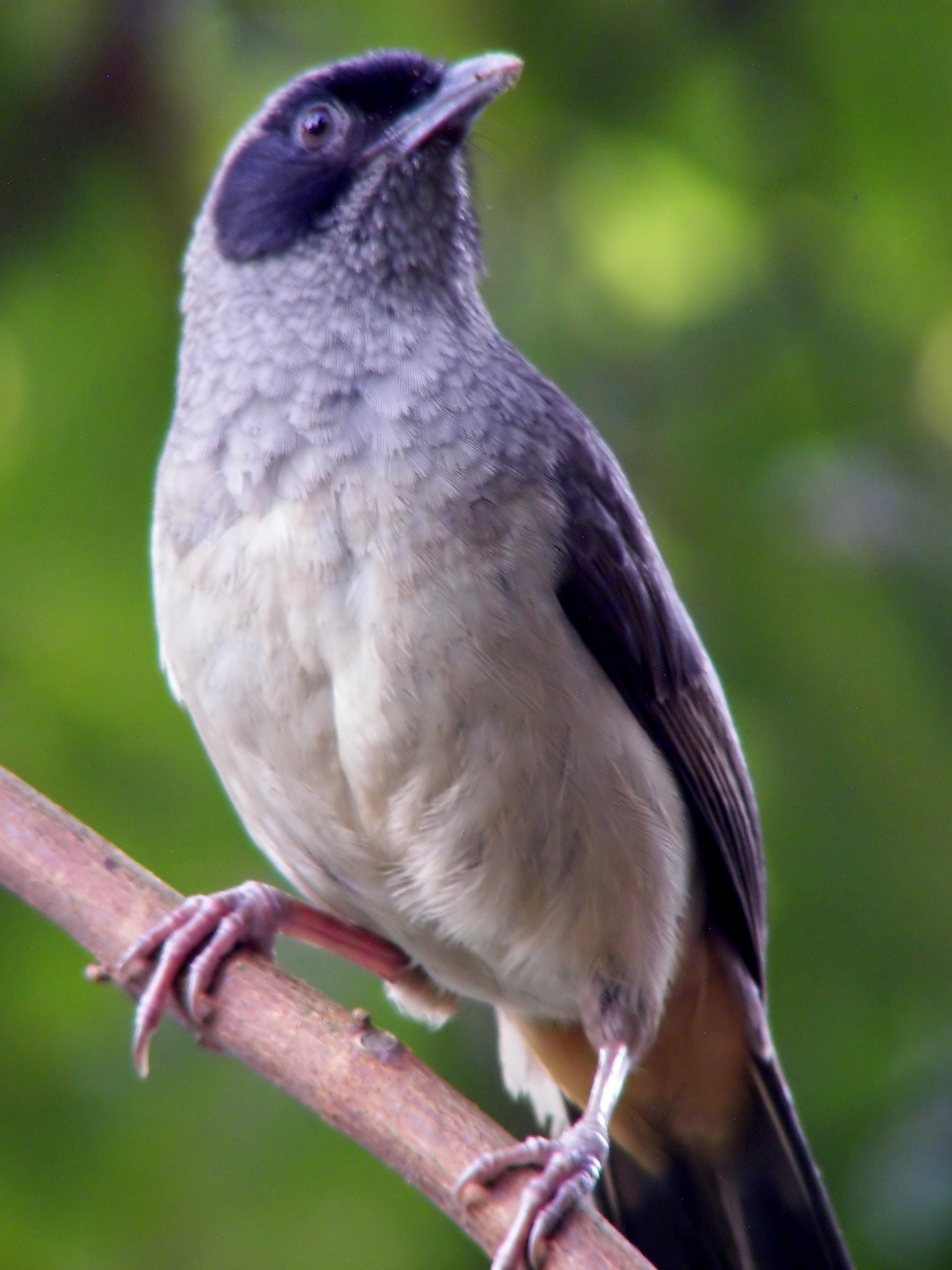
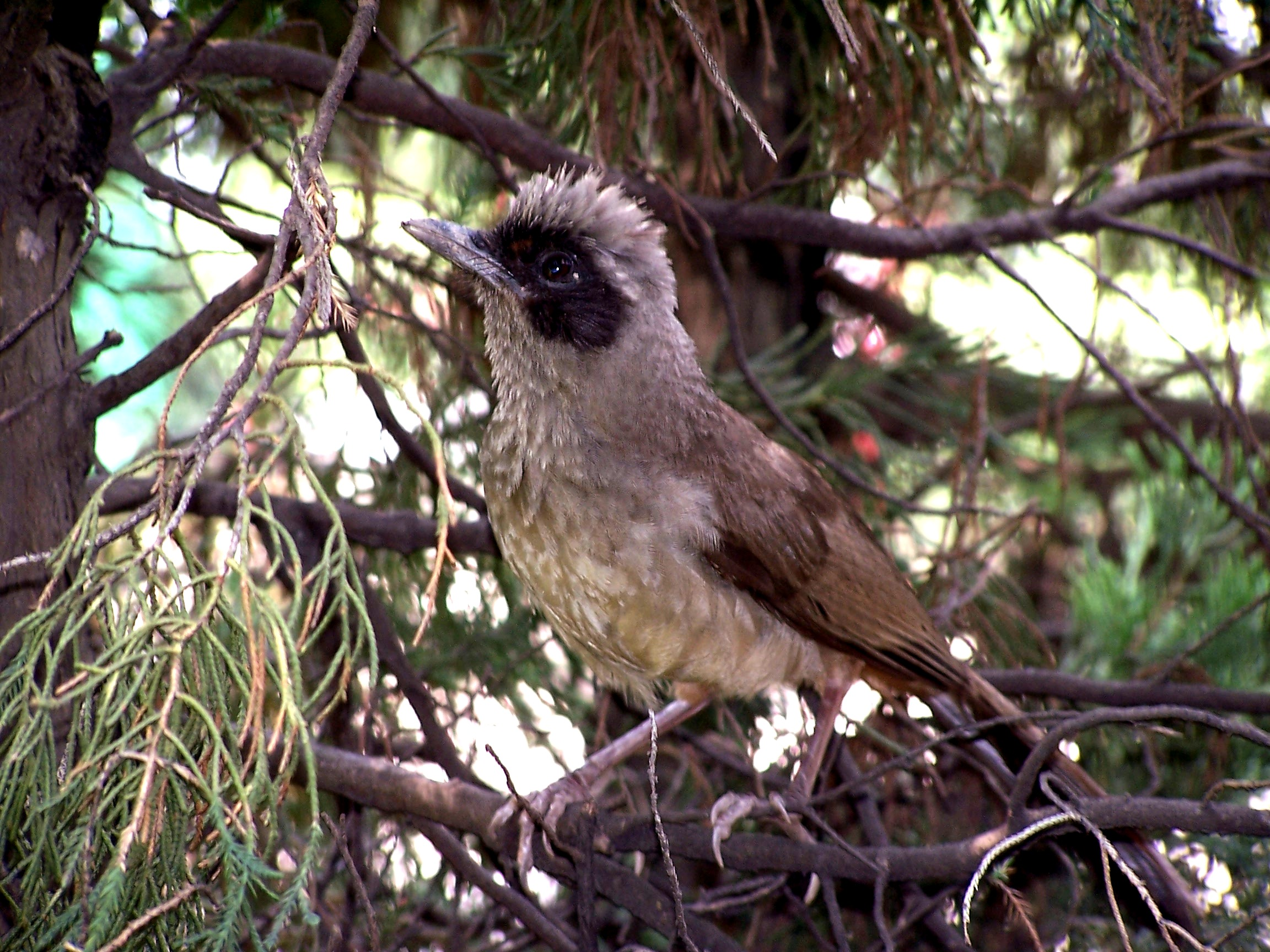
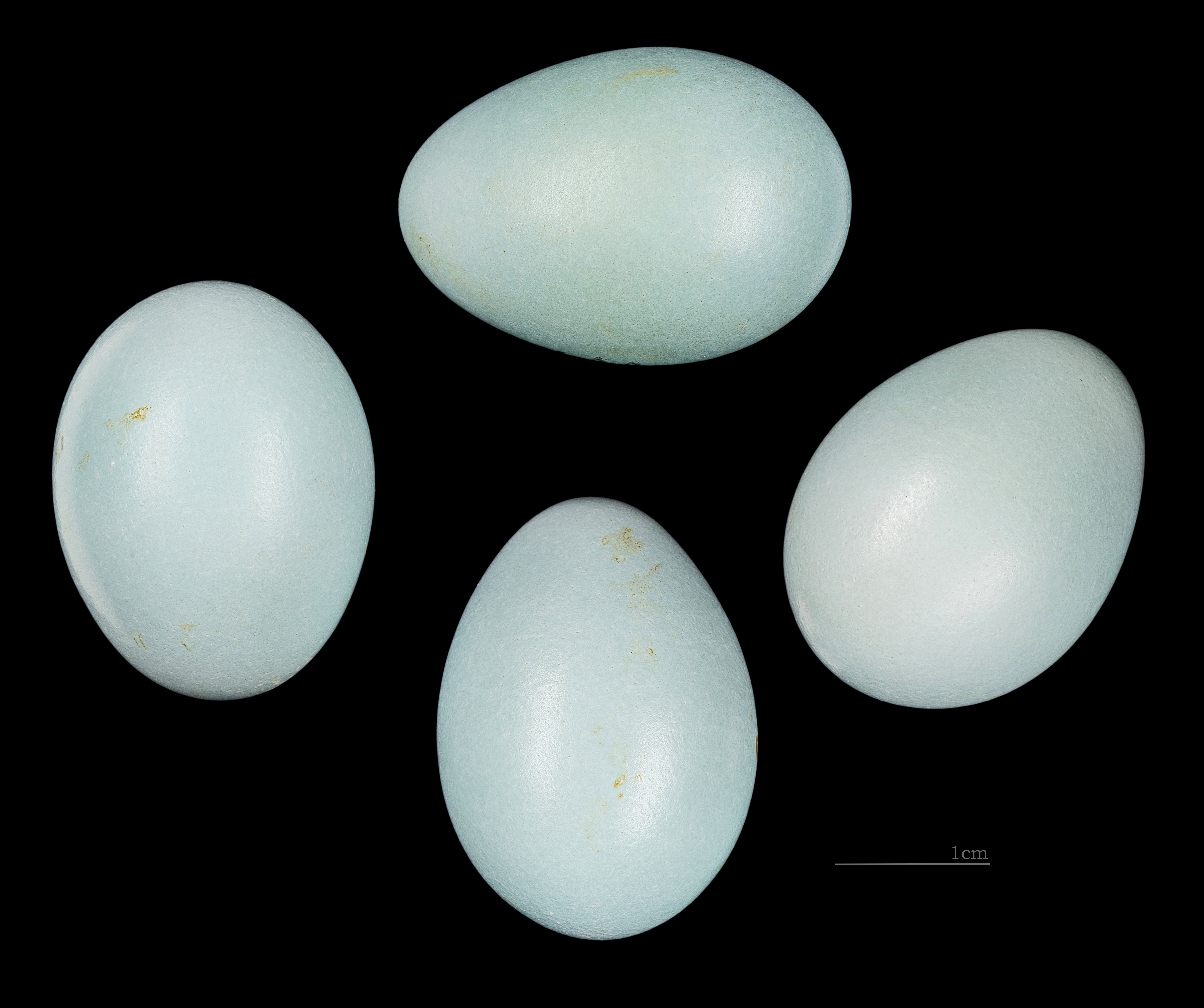
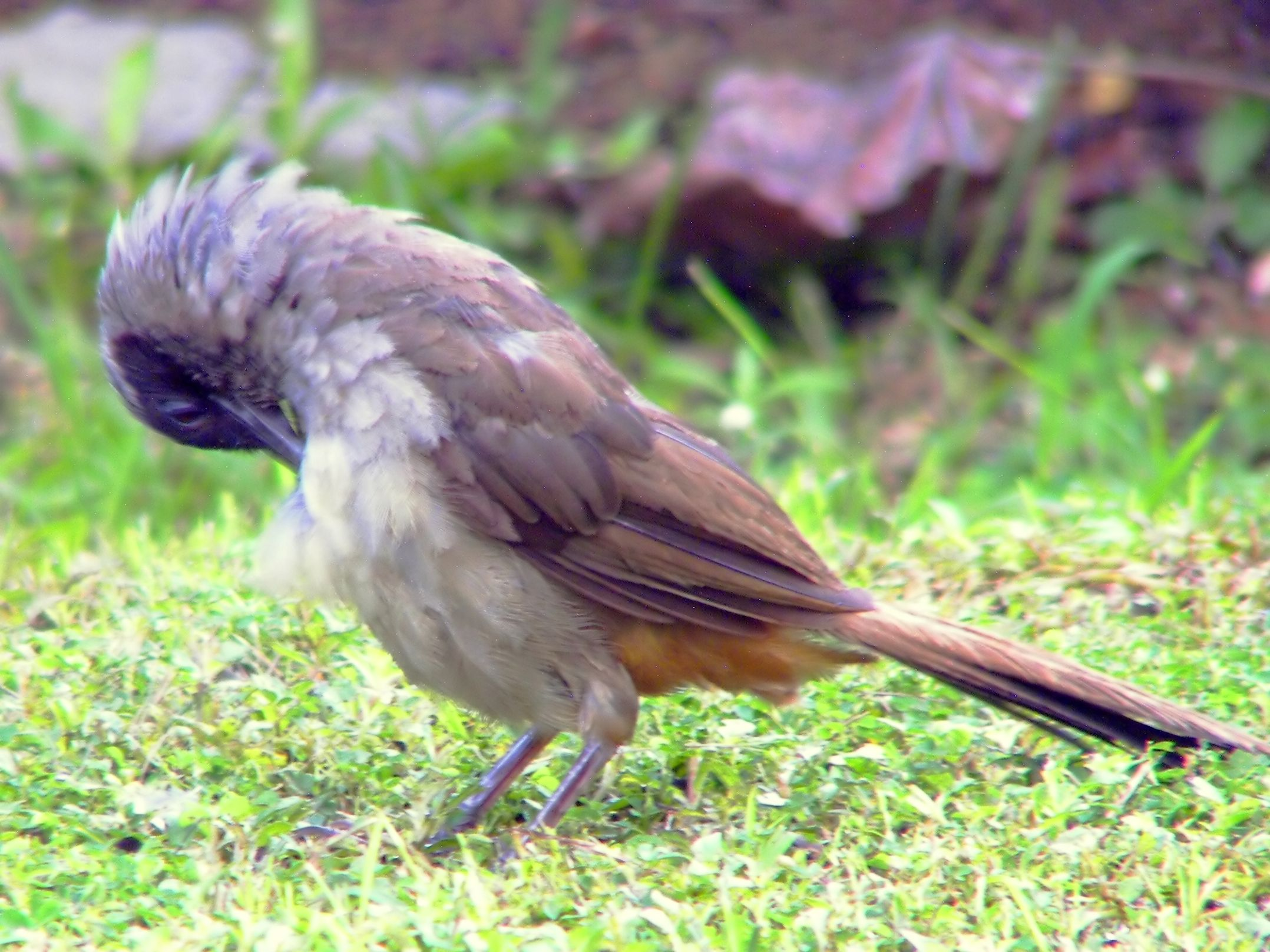